# Michaël Weber
Pour les articles homonymes, voir Weber.
Michaël Weber, né le 17 mars 1974, est une personnalité politique française.

## Biographie
Il est élu maire de Wœlfling-lès-Sarreguemines en 1995, faisant de lui le plus jeune maire de France.
Le 24 septembre 2023, il est élu sénateur. Il demeure néanmoins maire de sa commune jusqu'au rejet par le Conseil constitutionnel des 3 recours posés à l'encontre des élections par : l'ancien sénateur et homme politique Jean-Louis Masson, le candidat RN Michel Rambour et par la candidate Horizons Anne Boucher,.
Une nouvelle élection du maire est organisée à Woelfling-lès-Sarreguemines le dimanche 17 mars 2024, désignant Fabien Peifer comme nouveau maire de la commune,, Michaël Weber restant alors conseiller municipal.

## Distinctions
- Chevalier de la Légion d'honneur par décret du 14 avril 2017[8]